# Niangua (Misuri)
Niangua es una ciudad ubicada en el condado de Webster en el estado Estados Unidos de Misuri. En el Censo de 2010 tenía una población de 405 habitantes, y una densidad poblacional de 381,39 personas por km².

## Geografía
Niangua se encuentra ubicada en las coordenadas 37°23′20″N 92°49′49″O / 37.38889, -92.83028. Según la Oficina del Censo de los Estados Unidos, Niangua tiene una superficie total de 1.06 km², de la cual 1.06 km² corresponden a tierra firme y (0 %) 0 km² es agua.

## Demografía
Según el censo de 2010, había 405 personas residiendo en Niangua. La densidad de población era de 381,39 hab./km². De los 405 habitantes, Niangua estaba compuesto por el 97.28 % de blancos, el 0.49 % de negros, el 1.48 % de amerindios, el 0.25 % de asiáticos, el 0 % de isleños del Pacífico, el 0.25 % de otras razas, y el 0.25 % de dos o más razas. Del total de la población, el 1.73 % eran hispanos o latinos de cualquier raza.